# گیاه‌پارچ همیگویتان
گیاه‌پارچ همیگویتان (نام علمی: Nepenthes hamiguitanensis)، یک گونه از سرده گیاه‌پارچ‌ها است.